# پترو یوسوب
پترو یوسوب (انگلیسی: Petru Iosub؛ زادهٔ ۱۶ ژوئن ۱۹۶۱) قایقران روئینگ اهل رومانی بود.
وی در مسابقات کشوری و بین‌المللی در مجموع برندهٔ ۱ مدال طلا، ۱ مدال برنز شده‌است.